# Ergisch
Ergisch es una comuna suiza del cantón del Valais, situada en el distrito de Leuk. Limita al noreste con la comuna de Turtmann, al este con Eischoll y Unterbäch, al sureste con Embd y Sankt Niklaus, y al oeste con Oberems y Unterems.